# Saint-Pierre-Azif
Saint-Pierre-Azif är en kommun i departementet Calvados i regionen Normandie i norra Frankrike. Kommunen ligger i kantonen Dozulé som ligger i arrondissementet Lisieux. År 2022 hade Saint-Pierre-Azif 165 invånare.

## Befolkningsutveckling
Antalet invånare i kommunen Saint-Pierre-Azif
Referens:INSEE